# Немецкий язык в Румынии

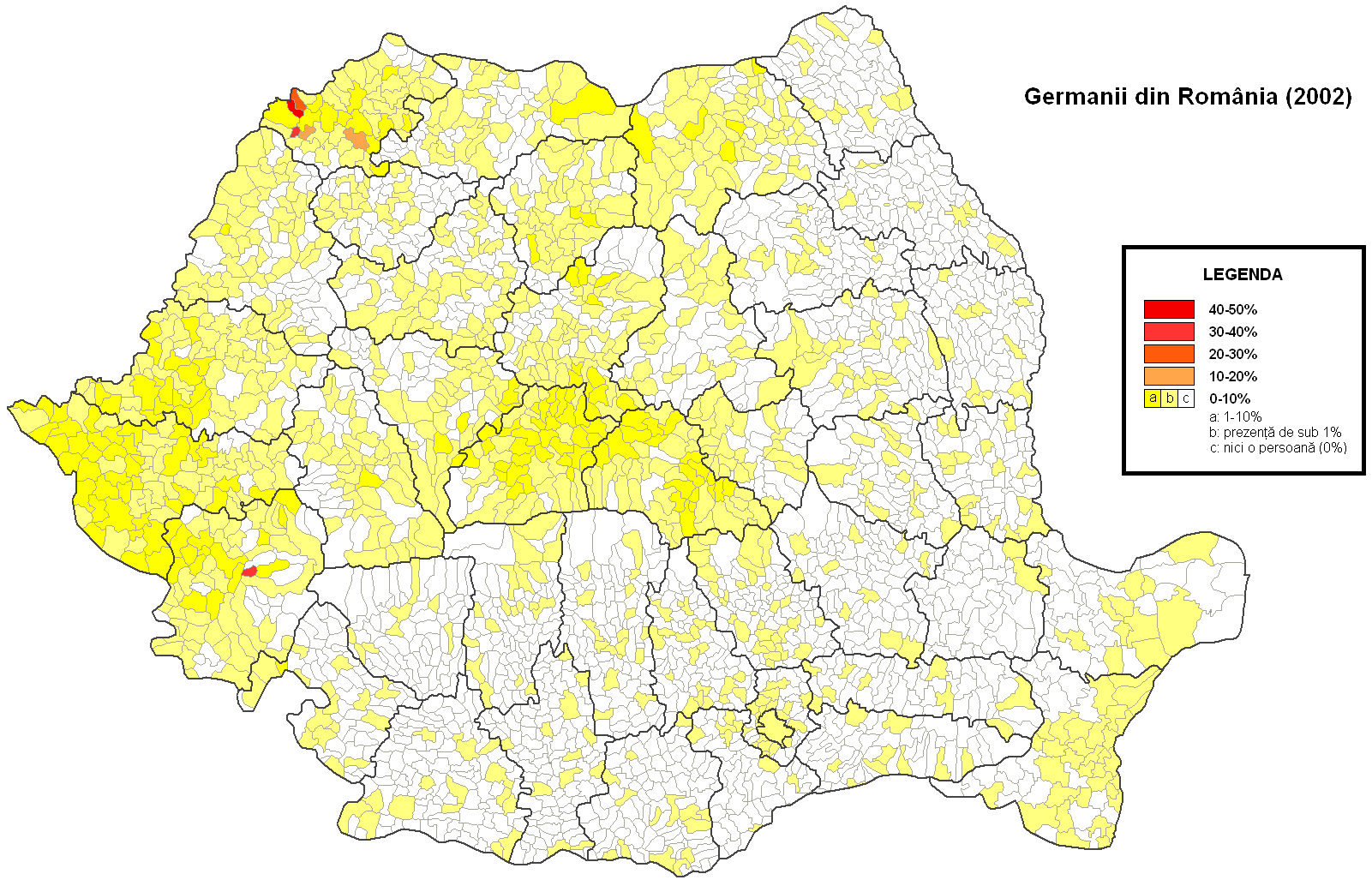
Немцы в Румынии (2002)

Немецкий язык в Румынии достаточно распространён, так как на территории этого государства проживает от 40 до 50 тысяч лиц немецкого происхождения (см. ст. Немцы в Румынии), соответственно владеющих немецким как родным. Это составляет примерно 0,2—0,3 % от всего населения Румынии.

## Румынские немцы
Почти вся немецкоязычная группа населения Румынии состоит преимущественно из трансильванских саксов (нем. Siebenbürger Sachsen) или дунайских швабов (нем. Donauschwaben). Колоссальный отток молодого населения в Австрию и Германию после 1990 года привёл к естественному старению румынских немцев: их средний возраст составил около 69 лет. Вопреки тому, что последние двадцать лет немцев в Румынии осталось намного меньше, чем было ранее, немецкий язык всё ещё продолжает существовать как язык меньшинств, причём его распространению и свободному использованию ничего не препятствует. Он активно используется в городах Сибиу (Германштадт), Сигишоара (Шэсбург), Тимишоара (Темесвар), Сату-Маре (Сатмар), где можно наблюдать вывески и надписи на нескольких языках. Через партию «Демократический форум немцев Румынии» немецкоязычное население представляет свои интересы и проявляет свою политическую активность. В областях, где немецкоязычное население достигает 5 %, существует собственная инфраструктура в виде детских садов, школ и институтов, где преподавание осуществляется и на немецком языке, немецких газет (Hermanstädter Zeitung - Германштадтская еженедельная газета) и изданий.
Европейской хартией региональных языков или языков меньшинств за немецким языком в Румынии признан ряд функций.